# Pseudobufo subasper
Pseudobufo subasper es una especie de anfibio anuro de la familia Bufonidae. Es la única especie del género Pseudobufo.
Se encuentra en la península Malaya, Sumatra y Borneo (Indonesia y Malasia).
Su hábitat natural son los pantanos tropicales o subtropicales.